# Косталлари, Андрокли
Андрокли Косталлари (7 ноября 1922 — 23 марта 1992) — албанский учёный-лингвист. Почётный доктор Гётеборгского университета. Он был одним из центральных деятелей изучения албанского языка, основатель и директор Албанского института истории и лингвистики, а затем Института лингвистики и литературы. Косталлари известен тем, что был одним из ключевых экспертов-авторов современной орфографии албанского языка, заложенной Конгрессом орфографии 1972 года.

## Биография
Косталлари родился в селе Петран рядом с Пермети. Он учился в Шкодере, а затем в Тиране. Будучи активным участником Национально-освободительного движения во время Второй мировой войны, он работал в послевоенных печатных органах, где, несмотря на молодой возраст, занимал руководящие должности.
Он учился на филологическом факультете Московского государственного университета им. М. В. Ломоносова, изучал русский язык и литературу, специализировался на журналистике, окончил учёбу в 1954 году. По возвращении в Албанию он начал работать в Институте наук, предшественнике Академии наук Албании, а затем на факультете истории и филологии новосозданного Тиранского университета, где позже стал деканом.
В 1958 году он был избран директором Института истории и лингвистики Тираны, а после его реструктуризации — Института лингвистики и литературы, проработал до 1990 года. В 1964—1991 годах он был главным редактором журнала Studime Filologjike, а в 1964—1980 годах — Studia Albanica. В 1972 году Косталлари был одним из основателей Академии наук Албании и членом её президиума.
Основное внимание в его научно-педагогической работе уделялось лексикологии и лексикографии, словообразованию, ономастике, общей лингвистике и истории литературного албанского языка. В 1955—1990 годах он работал начальником отдела лексикологии и лексикографии Тиранского университета. Он также был главным редактором двух албанских словарей: «Словарь современного албанского языка» (алб. Fjalor i gjuhës së sotme shqipe, 1980) и «Словарь настоящего албанского языка» (алб. Fjalor i shqipes së sotme, 1984).
Другой областью, в которую сделал вклад Косталлари, была история формирования и развития литературного стандарта албанского языка, его структурных и функциональных характеристик. Он был членом комиссии, которая в 1956 году подготовила «Орфографию албанского языка», в 1967 году возглавлял комиссию по проекту «Правила албанской орфографии», был председателем Конгресса орфографии 1972 года, руководил следующей комиссией по орфографии 1973 года и курировал издание орфографического словаря в 1976 году. Он также был соавтором различных терминологических словарей.
В 1960 году он стал членом Международного совета онмастических наук, а в 1963 году — членом Международной ассоциации исследований Юго-Восточной Европы, в дальнейшем стал вице-президентом организации.
Косталлари также был автором нового албанского словаря имён, который всё ещё очень популярен на сегодня как источник первых имен.